# Stratotype

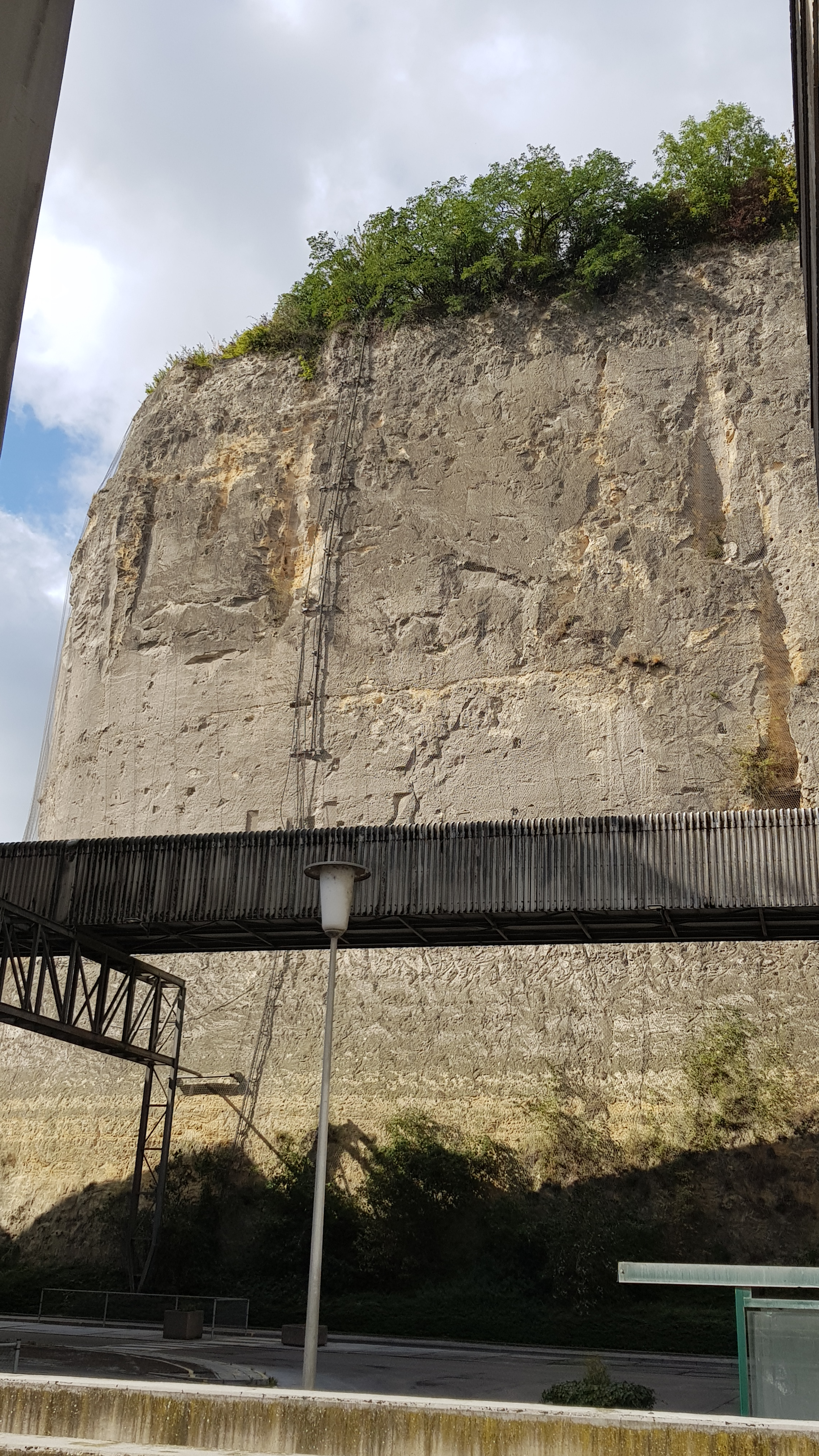
Deze kalkwand onder Kasteelruïne Lichtenberg op de Sint-Pietersberg bij Maastricht vormt het stratotype van zowel de Formatie van Maastricht als de etage Maastrichtien. Voor het Maastrichtien is in 2001 een GSSP vastgelegd in een kalkgroeve bij Tercis-les-Bains in het Franse departement Landes, waardoor het stratotype een deel van haar waarde verloren is.

Een stratotype of type-ontsluiting is in de stratigrafie een opeenvolging van gesteentelagen op een bepaalde plek, de typelocatie, die als definitie, referentie en voorbeeld dient voor een stratigrafische eenheid of grens tussen eenheden. Een stratotype is meestal een bepaalde ontsluiting of boring. Voorbeelden van stratigrafische eenheden zijn onder andere formaties, series of etages. Stratotypes worden zowel gebruikt bij indelingen op basis van gesteentetype (lithostratigrafie) en indelingen op basis van ouderdom (chronostratigrafie). Men noemt stratigrafische eenheden normaal gesproken naar de typelocatie (bijvoorbeeld de Formatie van Maastricht).
Bij het invoeren van een nieuwe eenheid kan geen al gebruikte naam worden gekozen. Normaal gesproken wijst men bij de invoering direct een bepaald stratotype aan, het holostratotype, op grond waarvan de eenheid is beschreven en gedefinieerd. Elke eenheid kan maar een holostratotype hebben. In sommige gevallen is voor een complete definitie van de eenheid ook informatie van andere locaties nodig. Zulke alternatieve locaties kunnen als parastratotype dienen. In sommige gevallen is er helemaal geen duidelijk holostratotype voor handen. Als men naderhand toch een goede locatie vindt, kan dit als lectostratotype worden aangewezen. Soms zijn er redenen om het holostratotype te vervangen. De vervangende locatie, het neostratotype, is bijvoorbeeld nodig omdat de oorspronkelijke ontsluiting vernield is of onbereikbaar geworden. Voortschrijdend wetenschappelijk inzicht kan ook reden zijn om een stratigrafische indeling te veranderen of aan te vullen. Een nieuwe locatie waar dezelfde eenheid is ontdekt kan aanvullende informatie bieden en aanvullende waarde voor de definitie van de eenheid hebben. Dit soort locaties zijn hypostratotypes. Als een stratigrafische indeling grotendeels op de schop gaat definieert men nieuwe eenheden met nieuwe namen en stratotypes. De oudere indelingen raken dan verouderd en ongeldig.
Het stratotype is normaal gesproken een plek waar de eenheid haar maximale dikte benadert en zo compleet mogelijk ontsloten is. Alle karakteristieke kenmerken van de eenheid dienen in het stratotype aanwezig te zijn. Als voor de eenheid geen locaties bekend zijn waar dit opgaat, dienen ten minste de top en basis van de eenheid aanwezig te zijn.
Elke stratigrafische eenheid heeft een stratotype waar de kenmerkende lithologie en fossielinhoud van de eenheid duidelijk aanwezig zijn. Meestal is het stratotype bovendien een goed bereikbare ontsluiting, zodat het makkelijk bestudeerd en bekeken kan worden. Als dezelfde eenheid op andere locaties aanwezig is, kunnen deze met het stratotype vergeleken worden. 
Een speciaal geval zijn de tijdperken van de internationale geologische tijdschaal. Voor deze eenheden legt men alleen het stratotype van de basis (ondergrens) vast. Deze wereldwijd gebruikte stratotypen voor chronostratigrafische grenzen zijn de GSSPs of golden spikes.